# Lista de campeãs em duplas de torneios do Grand Slam
Esta é a lista de campeãs em duplas do Australian Open, de Roland Garros, de Wimbledon e do US Open.
A era amadora durou do início de cada torneio até o Australian Open de 1968. Neste período, com exceção de Wimbledon, as competições tinham outros nomes: o Australian Open foi o Australian Championships (1968–1927) e o Australasian Championships (até 1926). Roland Garros, o French Championships (1967–1925) e o French National Championship (até 1924). O US Open, o U.S. National Championships.
A era profissional ou aberta começou no Torneio de Roland Garros de 1968 e vai até os dias atuais.

## Por ano

### Era aberta
| Ano  | Australian Open                                                                                                  | Roland Garros                                                | Wimbledon                                             | US Open                                             |
| ---- | --- | ------------------------------------------------------------ | ----------------------------------------------------- | --------------------------------------------------- |
| 2025 | Kateřina Siniaková (10/10) Taylor Townsend (2/2)                                                                 |                                                              |                                                       |                                                     |
| 2024 | Hsieh Su-wei (7/7) Elise Mertens (4/4)                                                                           | Coco Gauff Kateřina Siniaková (8/10)                         | Kateřina Siniaková (9/10) Taylor Townsend (1/2)       | Lyudmyla Kichenok Jeļena Ostapenko                  |
| 2023 | Barbora Krejčíková (7/7) Kateřina Siniaková (7/10)                                                               | Hsieh Su-wei (5/7) Wang Xinyu                                | Hsieh Su-wei (6/7) Barbora Strýcová (2/2)             | Gabriela Dabrowski Erin Routliffe                   |
| 2022 | Barbora Krejčíková (4/7) Kateřina Siniaková (4/10)                                                               | Caroline Garcia (2/2) Kristina Mladenovic (6/6)              | Barbora Krejčíková (5/7) Kateřina Siniaková (5/10)    | Barbora Krejčíková (6/7) Kateřina Siniaková (6/10)  |
| 2021 | Elise Mertens (2/4) Aryna Sabalenka (2/2)                                                                        | Barbora Krejčíková (3/7) Kateřina Siniaková (3/10)           | Hsieh Su-wei (4/7) Elise Mertens (3/4)                | Samantha Stosur (4/4) Zhang Shuai (2/2)             |
| 2020 | Tímea Babos (3/4) Kristina Mladenovic (4/6)                                                                      | Tímea Babos (4/4) Kristina Mladenovic (5/6)                  | Torneio não realizado devido à pandemia de COVID-19   | Laura Siegemund Vera Zvonareva (3/3)                |
| 2019 | Samantha Stosur (3/4) Zhang Shuai (1/2)                                                                          | Tímea Babos (2/4) Kristina Mladenovic (3/6)                  | Hsieh Su-wei (3/7) Barbora Strýcová (1/2)             | Elise Mertens (1/4) Aryna Sabalenka (1/2)           |
| 2018 | Tímea Babos (1/4) Kristina Mladenovic (2/6)                                                                      | Barbora Krejčíková (1/7) Kateřina Siniaková (1/10)           | Barbora Krejčíková (2/7) Kateřina Siniaková (2/10)    | Ashleigh Barty Coco Vandeweghe                      |
| 2017 | Bethanie Mattek-Sands (4/5) Lucie Šafářová (4/5)                                                                 | Bethanie Mattek-Sands (5/5) Lucie Šafářová (5/5)             | Ekaterina Makarova (3/3) Elena Vesnina (3/3)          | Chan Yung-jan Martina Hingis (13/13)                |
| 2016 | Martina Hingis (12/13) Sania Mirza (3/3)                                                                         | Caroline Garcia (1/2) Kristina Mladenovic (1/6)              | Serena Williams (14/14) Venus Williams (14/14)        | Bethanie Mattek-Sands (3/5) Lucie Šafářová (3/5)    |
| 2015 | Bethanie Mattek-Sands (1/5) Lucie Šafářová (1/5)                                                                 | Bethanie Mattek-Sands (2/5) Lucie Šafářová (2/5)             | Martina Hingis (10/13) Sania Mirza (1/3)              | Martina Hingis (11/13) Sania Mirza (2/3)            |
| 2014 | Sara Errani (4/5) Roberta Vinci (4/5)                                                                            | Hsieh Su-wei (2/7) Peng Shuai (2/2)                          | Sara Errani (5/5) Roberta Vinci (5/5)                 | Ekaterina Makarova (2/3) Elena Vesnina (2/3)        |
| 2013 | Sara Errani (3/5) Roberta Vinci (3/5)                                                                            | Ekaterina Makarova (1/3) Elena Vesnina (1/3)                 | Hsieh Su-wei (1/7) Peng Shuai (1/2)                   | Andrea Hlaváčková (2/2) Lucie Hradecká (2/2)        |
| 2012 | Svetlana Kuznetsova (2/2) Vera Zvonareva (2/3)                                                                   | Sara Errani (1/5) Roberta Vinci (1/5)                        | Serena Williams (13/14) Venus Williams (13/14)        | Sara Errani (2/5) Roberta Vinci (2/5)               |
| 2011 | Gisela Dulko Flavia Pennetta                                                                                     | Andrea Hlaváčková (1/2) Lucie Hradecká (1/2)                 | Květa Peschke Katarina Srebotnik                      | Liezel Huber (5/5) Lisa Raymond (6/6)               |
| 2010 | Serena Williams (11/14) Venus Williams (11/14)                                                                   | Serena Williams (12/14) Venus Williams (12/14)               | Vania King (1/2) Yaroslava Shvedova (1/2)             | Vania King (2/2) Yaroslava Shvedova (2/2)           |
| 2009 | Serena Williams (8/14) Venus Williams (8/14)                                                                     | Anabel Medina Garrigues (2/2) Virginia Ruano Pascual (10/10) | Serena Williams (9/14) Venus Williams (9/14)          | Serena Williams (10/14) Venus Williams (10/14)      |
| 2008 | Alona Bondarenko Kateryna Bondarenko                                                                             | Anabel Medina Garrigues (1/2) Virginia Ruano Pascual (9/10)  | Serena Williams (7/14) Venus Williams (7/14)          | Cara Black (5/5) Liezel Huber (4/5)                 |
| 2007 | Cara Black (3/5) Liezel Huber (2/5)                                                                              | Alicia Molik (2/2) Mara Santangelo                           | Cara Black (4/5) Liezel Huber (3/5)                   | Nathalie Dechy (2/2) Dinara Safina                  |
| 2006 | Yan Zi (1/2) Zheng Jie (1/2)                                                                                     | Lisa Raymond (5/6) Samantha Stosur (2/4)                     | Yan Zi (2/2) Zheng Jie (2/2)                          | Nathalie Dechy (1/2) Vera Zvonareva (1/3)           |
| 2005 | Svetlana Kuznetsova (1/2) Alicia Molik (1/2)                                                                     | Virginia Ruano Pascual (8/10) Paola Suárez (8/8)             | Cara Black (2/5) Liezel Huber (1/5)                   | Lisa Raymond (4/6) Samantha Stosur (1/4)            |
| 2004 | Virginia Ruano Pascual (5/10) Paola Suárez (5/8)                                                                 | Virginia Ruano Pascual (6/10) Paola Suárez (6/8)             | Cara Black (1/5) Rennae Stubbs (4/4)                  | Virginia Ruano Pascual (7/10) Paola Suárez (7/8)    |
| 2003 | Serena Williams (6/14) Venus Williams (6/14)                                                                     | Kim Clijsters (1/2) Ai Sugiyama (2/3)                        | Kim Clijsters (2/2) Ai Sugiyama (3/3)                 | Virginia Ruano Pascual (4/10) Paola Suárez (4/8)    |
| 2002 | Martina Hingis (9/13) Anna Kournikova (2/2)                                                                      | Virginia Ruano Pascual (2/10) Paola Suárez (2/8)             | Serena Williams (5/14) Venus Williams (5/14)          | Virginia Ruano Pascual (3/10) Paola Suárez (3/8)    |
| 2001 | Serena Williams (4/14) Venus Williams (4/14)                                                                     | Virginia Ruano Pascual (1/10) Paola Suárez (1/8)             | Lisa Raymond (2/6) Rennae Stubbs (2/4)                | Lisa Raymond (3/6) Rennae Stubbs (3/4)              |
| 2000 | Lisa Raymond (1/6) Rennae Stubbs (1/4)                                                                           | Martina Hingis (8/13) Mary Pierce                            | Serena Williams (3/14) Venus Williams (3/14)          | Julie Halard-Decugis Ai Sugiyama (1/3)              |
| 1999 | Martina Hingis (7/13) Anna Kournikova (1/2)                                                                      | Serena Williams (1/14) Venus Williams (1/14)                 | Lindsay Davenport (3/3) Corina Morariu                | Serena Williams (2/14) Venus Williams (2/14)        |
| 1998 | Martina Hingis (3/13) Mirjana Lučić                                                                              | Martina Hingis (4/13) Jana Novotná (10/12)                   | Martina Hingis (5/13) Jana Novotná (11/12)            | Martina Hingis (6/13) Jana Novotná (12/12)          |
| 1997 | Martina Hingis (2/13) Natasha Zvereva (16/18)                                                                    | Gigi Fernández (16/17) Natasha Zvereva (17/18)               | Gigi Fernández (17/17) Natasha Zvereva (18/18)        | Lindsay Davenport (2/3) Jana Novotná (9/12)         |
| 1996 | Chanda Rubin Arantxa Sánchez Vicario (6/6)                                                                       | Lindsay Davenport (1/3) Mary Joe Fernandez (2/2)             | Martina Hingis (1/13) Helena Suková (9/9)             | Gigi Fernández (15/17) Natasha Zvereva (15/18)      |
| 1995 | Jana Novotná (7/12) Arantxa Sánchez Vicario (4/6)                                                                | Gigi Fernández (13/17) Natasha Zvereva (13/18)               | Jana Novotná (8/12) Arantxa Sánchez Vicario (5/6)     | Gigi Fernández (14/17) Natasha Zvereva (14/18)      |
| 1994 | Gigi Fernández (10/17) Natasha Zvereva (10/18)                                                                   | Gigi Fernández (11/17) Natasha Zvereva (11/18)               | Gigi Fernández (12/17) Natasha Zvereva (12/18)        | Jana Novotná (6/12) Arantxa Sánchez Vicario (3/6)   |
| 1993 | Gigi Fernández (7/17) Natasha Zvereva (7/18)                                                                     | Gigi Fernández (17/8) Natasha Zvereva (8/18)                 | Gigi Fernández (17/9) Natasha Zvereva (9/18)          | Arantxa Sánchez Vicario (2/6) Helena Suková (8/9)   |
| 1992 | Arantxa Sánchez Vicario (1/6) Helena Suková (7/9)                                                                | Gigi Fernández (4/17) Natasha Zvereva (4/18)                 | Gigi Fernández (5/17) Natasha Zvereva (5/18)          | Gigi Fernández (6/17) Natasha Zvereva (6/18)        |
| 1991 | Patty Fendick Mary Joe Fernandez (1/2)                                                                           | Gigi Fernández (3/17) Jana Novotná (5/12)                    | Larisa Savchenko Neiland (2/2) Natasha Zvereva (2/18) | Pam Shriver (21/21) Natasha Zvereva (3/18)          |
| 1990 | Jana Novotná (2/12) Helena Suková (4/9)                                                                          | Jana Novotná (3/12) Helena Suková (5/9)                      | Jana Novotná (4/12) Helena Suková (6/9)               | Gigi Fernández (2/17) Martina Navrátilová (31/31)   |
| 1989 | Martina Navrátilová (29/31) Pam Shriver (20/21)                                                                  | Larisa Savchenko Neiland (1/2) Natasha Zvereva (1/18)        | Jana Novotná (1/12) Helena Suková (3/9)               | Hana Mandlíková Martina Navrátilová (30/31)         |
| 1988 | Martina Navrátilová (27/31) Pam Shriver (18/21)                                                                  | Martina Navrátilová (28/31) Pam Shriver (19/21)              | Steffi Graf Gabriela Sabatini                         | Gigi Fernández (1/17) Robin White                   |
| 1987 | Martina Navrátilová (24/31) Pam Shriver (15/21)                                                                  | Martina Navrátilová (25/31) Pam Shriver (16/21)              | Claudia Kohde-Kilsch (2/2) Helena Suková (2/9)        | Martina Navrátilová (26/31) Pam Shriver (17/21)     |
| 1986 | Torneio não realizado devido à mudança de data                                                                   | Martina Navrátilová (21/31) Andrea Temesvári                 | Martina Navrátilová (22/31) Pam Shriver (13/21)       | Martina Navrátilová (23/31) Pam Shriver (14/21)     |
| 1985 | Martina Navrátilová (20/31) Pam Shriver (12/21) ‡                                                                | Martina Navrátilová (19/31) Pam Shriver (11/21)              | Kathy Jordan (5/5) Elizabeth Sayers Smylie            | Claudia Kohde-Kilsch (1/2) Helena Suková (1/9)      |
| 1984 | Martina Navrátilová (18/31) Pam Shriver (10/21) ‡                                                                | Martina Navrátilová (15/31) Pam Shriver (7/21)               | Martina Navrátilová (16/31) Pam Shriver (8/21)        | Martina Navrátilová (17/31) Pam Shriver (9/21)      |
| 1983 | Martina Navrátilová (14/31) Pam Shriver (6/21) ‡                                                                 | Rosalyn Fairbank (2/2) Candy Reynolds                        | Martina Navrátilová (12/31) Pam Shriver (4/21)        | Martina Navrátilová (13/31) Pam Shriver (5/21)      |
| 1982 | Martina Navrátilová (11/31) Pam Shriver (3/21) ‡                                                                 | Martina Navrátilová (9/31) Anne Smith (5/5)                  | Martina Navrátilová (10/31) Pam Shriver (2/21)        | Rosie Casals (9/9) Wendy Turnbull (4/4)             |
| 1981 | Kathy Jordan (4/5) Anne Smith (4/5) ‡                                                                            | Rosalyn Fairbank (1/2) Tanya Harford                         | Martina Navrátilová (8/31) Pam Shriver (1/21)         | Kathy Jordan (3/5) Anne Smith (3/5)                 |
| 1980 | Betsy Nagelsen (2/2) Martina Navrátilová (7/31) ‡                                                                | Kathy Jordan (1/5) Anne Smith (1/5)                          | Kathy Jordan (2/5) Anne Smith (2/5)                   | Billie Jean King (16/16) Martina Navrátilová (6/31) |
| 1979 | Judy Connor Chaloner Diane Evers Brown ‡                                                                         | Betty Stöve (5/6) Wendy Turnbull (2/4)                       | Billie Jean King (15/16) Martina Navrátilová (5/31)   | Betty Stöve (6/6) Wendy Turnbull (3/4)              |
| 1978 | Betsy Nagelsen (1/2) Renáta Tomanová ‡                                                                           | Mima Jaušovec Virginia Ruzici                                | Kerry Melville Reid (3/3) Wendy Turnbull (1/4)        | Billie Jean King (14/16) Martina Navrátilová (4/31) |
| 1977 | Evonne Goolagong Cawley (6/6) Helen Gourlay Cawley (5/5) dividiram com Kerry Melville Reid (2/3) Mona Guerrant ‡ | Regina Maršíková Pam Teeguarden                              | Helen Gourlay Cawley (4/5) JoAnne Russell             | Martina Navrátilová (3/31) Betty Stöve (4/6)        |
| 1977 | Dianne Fromholtz Balestrat Helen Gourlay Cawley (3/5)                                                            | Regina Maršíková Pam Teeguarden                              | Helen Gourlay Cawley (4/5) JoAnne Russell             | Martina Navrátilová (3/31) Betty Stöve (4/6)        |
| 1976 | Evonne Goolagong Cawley (5/6) Helen Gourlay Cawley (2/5)                                                         | Fiorella Bonicelli Gail Chanfreau (4/4)                      | Chris Evert (3/3) Martina Navrátilová (2/31)          | Delina Boshoff Ilana Kloss                          |
| 1975 | Evonne Goolagong Cawley (4/6) Peggy Michel (3/3)                                                                 | Chris Evert (2/3) Martina Navrátilová (1/31)                 | Ann Kiyomura Kazuko Sawamatsu                         | Margaret Court (19/19) Virginia Wade (4/4)          |
| 1974 | Evonne Goolagong Cawley (2/6) Peggy Michel (1/3)                                                                 | Chris Evert (1/3) Olga Morozova                              | Evonne Goolagong Cawley (3/6) Peggy Michel (2/3)      | Rosie Casals (8/9) Billie Jean King (13/16)         |
| 1973 | Margaret Court (16/19) Virginia Wade (1/4)                                                                       | Margaret Court (17/19) Virginia Wade (2/4)                   | Rosie Casals (7/9) Billie Jean King (12/16)           | Margaret Court (18/19) Virginia Wade (3/4)          |
| 1972 | Helen Gourlay Cawley (1/5) Kerry Harris                                                                          | Billie Jean King (10/16) Betty Stöve (1/6)                   | Billie Jean King (11/16) Betty Stöve (2/6)            | Françoise Dürr (7/7) Betty Stöve (3/6)              |
| 1971 | Margaret Court (15/19) Evonne Goolagong Cawley (1/6)                                                             | Françoise Dürr (6/7) Gail Sheriff Chanfreau Lovera (3/4)     | Rosie Casals (5/9) Billie Jean King (9/16)            | Rosie Casals (6/9) Judy Tegart Dalton (8/8)         |
| 1970 | Margaret Court (13/19) Judy Tegart Dalton (6/8)                                                                  | Françoise Dürr (5/7) Gail Chanfreau (2/4)                    | Rosie Casals (4/9) Billie Jean King (8/16)            | Margaret Court (14/19) Judy Tegart Dalton (7/8)     |
| 1969 | Margaret Court (11/19) Judy Tegart Dalton (4/8)                                                                  | Françoise Dürr (3/7) Ann Haydon Jones (3/3)                  | Margaret Court (12/19) Judy Tegart Dalton (5/8)       | Françoise Dürr (4/7) Darlene Hard (13/13)           |
| 1968 | | Françoise Dürr (2/7) Ann Haydon Jones (2/3)                  | Rosie Casals (3/9) Billie Jean King (7/16)            | Maria Esther Bueno (11/11) Margaret Court (10/19)   |

### Era amadora
| Ano  | Australian Open                                            | Roland Garros                                                    | Wimbledon                                                   | US Open                                                          |
| ---- | ---------------------------------------------------------- | ---------------------------------------------------------------- | ----------------------------------------------------------- | ---------------------------------------------------------------- |
| 1968 | Karen Krantzcke Kerry Melville Reid (1/3)                  |                                                                  |                                                             |                                                                  |
| 1967 | Judy Tegart Dalton (3/8) Lesley Turner Bowrey (7/7)        | Gail Chanfreau (1/4) Françoise Dürr (1/7)                        | Rosie Casals (1/9) Billie Jean King (5/16)                  | Rosie Casals (2/9) Billie Jean King (6/16)                       |
| 1966 | Carole Caldwell Graebner (2/2) Nancy Richey (2/4)          | Margaret Court (9/19) Judy Tegart Dalton (2/8)                   | Maria Esther Bueno (9/11) Nancy Richey Gunter (3/4)         | Maria Esther Bueno (10/11) Nancy Richey Gunter (4/4)             |
| 1965 | Margaret Court (7/19) Lesley Turner Bowrey (5/7)           | Margaret Court (8/19) Lesley Turner Bowrey (6/7)                 | Maria Esther Bueno (8/11) Billie Jean King (4/16)           | Carole Caldwell Graebner (1/2) Nancy Richey Gunter (1/4)         |
| 1964 | Judy Tegart Dalton (1/8) Lesley Turner Bowrey (2/7)        | Margaret Court (5/19) Lesley Turner Bowrey (3/7)                 | Margaret Court (6/19) Lesley Turner Bowrey (4/7)            | Karen Hantze Susman (3/3) Billie Jean King (3/16)                |
| 1963 | Margaret Court (3/19) Robyn Ebbern (2/3)                   | Ann Haydon Jones (1/3) Renee Schuurman Haygarth (5/5)            | Maria Esther Bueno (7/11) Darlene Hard (12/13)              | Margaret Court (4/19) Robyn Ebbern (3/3)                         |
| 1962 | Margaret Court (2/19) Robyn Ebbern (1/3)                   | Sandra Reynolds Price (4/4) Renee Schuurman Haygarth (4/5)       | Karen Hantze Susman (2/3) Billie Jean King (2/16)           | Maria Esther Bueno (6/11) Darlene Hard (11/13)                   |
| 1961 | Mary Carter Reitano Margaret Court (1/19)                  | Sandra Reynolds Price (3/4) Renee Schuurman Haygarth (3/5)       | Karen Hantze Susman (1/3) Billie Jean King (1/16)           | Darlene Hard (10/13) Lesley Turner Bowrey (1/7)                  |
| 1960 | Maria Esther Bueno (2/11) Christine Truman Janes           | Maria Esther Bueno (3/11) Darlene Hard (7/13)                    | Maria Esther Bueno (4/11) Darlene Hard (8/13)               | Maria Esther Bueno (5/11) Darlene Hard (9/13)                    |
| 1959 | Sandra Reynolds Price (1/4) Renee Schuurman Haygarth (1/5) | Sandra Reynolds Price (2/4) Renee Schuurman Haygarth (2/5)       | Jeanne Arth (2/3) Darlene Hard (5/13)                       | Jeanne Arth (3/3) Darlene Hard (6/13)                            |
| 1958 | Mary Bevis Hawton (4/4) Thelma Coyne Long (12/12)          | Yola Ramírez Ochoa Rosie Reyes Darmon                            | Maria Esther Bueno (1/11) Althea Gibson (5/5)               | Jeanne Arth (1/3) Darlene Hard (4/13)                            |
| 1957 | Shirley Fry (12/12) Althea Gibson (3/5)                    | Shirley Bloomer Brasher Darlene Hard (2/13)                      | Althea Gibson (4/5) Darlene Hard (3/13)                     | Louise Brough Clapp (21/21) Margaret Osborne duPont (21/21)      |
| 1956 | Mary Bevis Hawton (3/4) Thelma Coyne Long (11/12)          | Angela Buxton (1/2) Althea Gibson (1/5)                          | Angela Buxton (2/2) Althea Gibson (2/5)                     | Louise Brough Clapp (20/21) Margaret Osborne duPont (20/21)      |
| 1955 | Mary Bevis Hawton (2/4) Beryl Penrose (2/2)                | Beverly Baker Fleitz Darlene Hard (1/13)                         | Angela Mortimer Barrett Anne Shilcock                       | Louise Brough Clapp (19/21) Margaret Osborne duPont (19/21)      |
| 1954 | Mary Bevis Hawton (1/4) Beryl Penrose (1/2)                | Maureen Connolly Brinker (2/2) Nell Hall Hopman                  | Louise Brough Clapp (18/21) Margaret Osborne duPont (18/21) | Shirley Fry Irvin (11/12) Doris Hart (14/14)                     |
| 1953 | Maureen Connolly Brinker (1/2) Julie Sampson Haywood       | Shirley Fry Irvin (8/12) Doris Hart (11/14)                      | Shirley Fry Irvin (9/12) Doris Hart (12/14)                 | Shirley Fry Irvin (10/12) Doris Hart (13/14)                     |
| 1952 | Thelma Coyne Long (10/12) Nancye Wynne Bolton (10/10)      | Shirley Fry Irvin (5/12) Doris Hart (8/14)                       | Shirley Fry Irvin (6/12) Doris Hart (9/14)                  | Shirley Fry Irvin (7/12) Doris Hart (10/14)                      |
| 1951 | Thelma Coyne Long (9/12) Nancye Wynne Bolton (9/10)        | Shirley Fry Irvin (2/12) Doris Hart (5/14)                       | Shirley Fry Irvin (3/12) Doris Hart (6/14)                  | Shirley Fry Irvin (4/12) Doris Hart (7/14)                       |
| 1950 | Louise Brough Clapp (15/21) Doris Hart (3/14)              | Shirley Fry Irvin (1/12) Doris Hart (4/14)                       | Louise Brough Clapp (16/21) Margaret Osborne duPont (16/21) | Louise Brough Clapp (17/21) Margaret Osborne duPont (17/21)      |
| 1949 | Thelma Coyne Long (8/12) Nancye Wynne Bolton (8/10)        | Louise Brough Clapp (12/21) Margaret Osborne duPont (13/21)      | Louise Brough Clapp (13/21) Margaret Osborne duPont (14/21) | Louise Brough Clapp (14/21) Margaret Osborne duPont (15/21)      |
| 1948 | Thelma Coyne Long (7/12) Nancye Wynne Bolton (7/10)        | Patricia Canning Todd (2/2) Doris Hart (2/14)                    | Louise Brough Clapp (10/21) Margaret Osborne duPont (11/21) | Louise Brough Clapp (11/21) Margaret Osborne duPont (12/21)      |
| 1947 | Thelma Coyne Long (6/12) Nancye Wynne Bolton (6/10)        | Louise Brough Clapp (8/21) Margaret Osborne duPont (9/21)        | Patricia Canning Todd (1/2) Doris Hart (1/14)               | Louise Brough Clapp (9/21) Margaret Osborne duPont (10/21)       |
| 1946 | Joyce Fitch Mary Bevis Hawton                              | Louise Brough Clapp (5/21) Margaret Osborne duPont (6/21)        | Louise Brough Clapp (6/21) Margaret Osborne duPont (7/21)   | Louise Brough Clapp (7/21) Margaret Osborne duPont (8/21)        |
| 1945 | Torneio não realizado devido à Segunda Guerra Mundial      | Torneio não realizado devido à Segunda Guerra Mundial            | Torneio não realizado devido à Segunda Guerra Mundial       | Louise Brough Clapp (4/21) Margaret Osborne duPont (5/21)        |
| 1944 | Torneio não realizado devido à Segunda Guerra Mundial      | Torneio não realizado devido à Segunda Guerra Mundial            | Torneio não realizado devido à Segunda Guerra Mundial       | Louise Brough Clapp (3/21) Margaret Osborne duPont (4/21)        |
| 1943 | Torneio não realizado devido à Segunda Guerra Mundial      | Torneio não realizado devido à Segunda Guerra Mundial            | Torneio não realizado devido à Segunda Guerra Mundial       | Louise Brough Clapp (2/21) Margaret Osborne duPont (3/21)        |
| 1942 | Torneio não realizado devido à Segunda Guerra Mundial      | Torneio não realizado devido à Segunda Guerra Mundial            | Torneio não realizado devido à Segunda Guerra Mundial       | Louise Brough Clapp (1/21) Margaret Osborne duPont (2/21)        |
| 1941 | Torneio não realizado devido à Segunda Guerra Mundial      | Torneio não realizado devido à Segunda Guerra Mundial            | Torneio não realizado devido à Segunda Guerra Mundial       | Margaret Osborne duPont (1/21) Sarah Palfrey Cooke (11/11)       |
| 1940 | Thelma Coyne Long (5/12) Nancye Wynne Bolton (5/10)        | Torneio não realizado devido à Segunda Guerra Mundial            | Torneio não realizado devido à Segunda Guerra Mundial       | Alice Marble (6/6) Sarah Palfrey Cooke (10/11)                   |
| 1939 | Thelma Coyne Long (4/12) Nancye Wynne Bolton (4/10)        | Jadwiga Jędrzejowska Simone Mathieu (9/9)                        | Sarah Palfrey Cooke (8/11) Alice Marble (4/6)               | Alice Marble (5/6) Sarah Palfrey Cooke (9/11)                    |
| 1938 | Thelma Coyne Long (3/12) Nancye Wynne Bolton (3/10)        | Simone Mathieu (8/9) Billie Yorke (4/4)                          | Sarah Palfrey Cooke (6/11) Alice Marble (2/6)               | Alice Marble (3/6) Sarah Palfrey Cooke (7/11)                    |
| 1937 | Thelma Coyne Long (2/12) Nancye Wynne Bolton (2/10)        | Simone Mathieu (6/9) Billie Yorke (2/4)                          | Simone Mathieu (7/9) Billie Yorke (3/4)                     | Alice Marble (1/6) Sarah Palfrey Cooke (5/11)                    |
| 1936 | Thelma Coyne Long (1/12) Nancye Wynne Bolton (1/10)        | Simone Mathieu (5/9) Billie Yorke (1/4)                          | Freda James (3/3) Kay Stammers Bullitt (3/3)                | Carolin Babcock Marjorie Gladman Van Ryn                         |
| 1935 | Evelyn Dearman Nancy Lyle                                  | Margaret Scriven-Vivian Kay Stammers (1/3)                       | Freda James (2/3) Kay Stammers Bullitt (2/3)                | Helen Jacobs (3/3) Sarah Palfrey Cooke (4/11)                    |
| 1934 | Emily Hood Westacott (3/3) Margaret Molesworth (3/3)       | Simone Mathieu (3/9) Elizabeth Ryan (16/17)                      | Simone Mathieu (4/9) Elizabeth Ryan (17/17)                 | Helen Jacobs (2/3) Sarah Palfrey Cooke (3/11)                    |
| 1933 | Emily Hood Westacott (2/3) Margaret Molesworth (2/3)       | Simone Mathieu (1/9) Elizabeth Ryan (14/17)                      | Simone Mathieu (2/9) Elizabeth Ryan (15/17)                 | Freda James (1/3) Betty Nuthall Shoemaker (4/4)                  |
| 1932 | Coral Buttsworth Marjorie Cox Crawford                     | Elizabeth Ryan (13/17) Helen Wills Moody (9/9)                   | Doris Metaxa Josane Sigart                                  | Helen Jacobs (1/3) Sarah Palfrey Cooke (2/11)                    |
| 1931 | Daphne Akhurst Cozens (5/5) Louise Bickerton (2/2)         | Eileen Bennett Whittingstall (2/3) Betty Nuthall Shoemaker (2/4) | Phyllis Mudford Dorothy Shepherd-Barron                     | Eileen Bennett Whittingstall (3/3) Betty Nuthall Shoemaker (3/4) |
| 1930 | Emily Hood Westacott (1/3) Margaret Molesworth (1/3)       | Elizabeth Ryan (11/17) Helen Wills Moody (7/9)                   | Elizabeth Ryan (12/17) Helen Wills Moody (8/9)              | Betty Nuthall Shoemaker (1/4) Sarah Palfrey Cooke (1/11)         |
| 1929 | Daphne Akhurst Cozens (4/5) Louise Bickerton (5/5)         | Kornelia Bouman Lili de Alvarez                                  | Phoebe Holcroft Watson (3/4) Peggy Saunders (2/2)           | Phoebe Holcroft Watson (4/4) Peggy Mitchell                      |
| 1928 | Daphne Akhurst Cozens (3/5) Esna Boyd Robertson (4/5)      | Eileen Bennett Whittingstall (1/3) Phoebe Holcroft Watson (1/4)  | Phoebe Holcroft Watson (2/4) Peggy Saunders (1/2)           | Hazel Hotchkiss Wightman (7/7) Helen Wills Moody (6/9)           |
| 1927 | Louise Bickerton (1/2) Meryl O'Hara Wood (2/2)             | Irene Bowder Peacock Bobbie Heine                                | Elizabeth Ryan (10/17) Helen Wills Moody (5/9)              | Ermyntrude Harvey Kathleen McKane Godfree (2/2)                  |
| 1926 | Esna Boyd Robertson (3/5) Meryl O'Hara Wood (1/2)          | Suzanne Lenglen (8/8) Julie Vlasto (2/2)                         | Mary Browne (6/6) Elizabeth Ryan (8/17)                     | Eleanor Goss (4/4) Elizabeth Ryan (9/17)                         |
| 1925 | Daphne Akhurst Cozens (2/5) Sylvia Lance Harper (3/3)      | Suzanne Lenglen (6/8) Julie Vlasto (1/2)                         | Suzanne Lenglen (7/8) Elizabeth Ryan (7/17)                 | Mary Browne (5/6) Helen Wills Moody (4/9)                        |
| 1924 | Daphne Akhurst Cozens (1/5) Sylvia Lance Harper (2/3)      | Marguerite Billout Yvonne Bourgeois ‡‡                           | Hazel Hotchkiss Wightman (5/7) Helen Wills Moody (2/9)      | Hazel Hotchkiss Wightman (6/7) Helen Wills Moody (3/9)           |
| 1923 | Esna Boyd Robertson (2/5) Sylvia Lance Harper (1/3)        | Suzanne Lenglen Didi Vlasto ‡‡                                   | Suzanne Lenglen (5/8) Elizabeth Ryan (6/17)                 | Phyllis Covell Kathleen McKane Godfree (1/2)                     |
| 1922 | Esna Boyd Robertson (1/5) Marjorie Mountain                | Suzanne Lenglen Geramine Pigueron ‡‡                             | Suzanne Lenglen (4/8) Elizabeth Ryan (5/17)                 | Helen Wills Moody (1/9) Marion Zinderstein Jessup (4/4)          |
| 1921 |                                                            | Suzanne Lenglen Geramine Pigueron ‡‡                             | Suzanne Lenglen (3/8) Elizabeth Ryan (4/17)                 | Mary Browne (4/6) Louise Riddell Williams (3/3)                  |
| 1920 | Elisabeth d'Ayen Suzanne Lenglen ‡‡                        | Suzanne Lenglen (2/8) Elizabeth Ryan (3/17)                      | Eleanor Goss (3/4) Marion Zinderstein Jessup (3/4)          |                                                                  |
| 1919 | Torneio não realizado devido à Primeira Guerra Mundial     | Suzanne Lenglen (1/8) Elizabeth Ryan (2/17)                      | Eleanor Goss (2/4) Marion Zinderstein Jessup (2/4)          |                                                                  |
| 1918 | Torneio não realizado devido à Primeira Guerra Mundial     | Torneio não realizado devido à Primeira Guerra Mundial           | Eleanor Goss (1/4) Marion Zinderstein Jessup (1/4)          |                                                                  |
| 1917 | Torneio não realizado devido à Primeira Guerra Mundial     | Torneio não realizado devido à Primeira Guerra Mundial           | Molla Bjurstedt (2/2) Eleanora Sears (4/4)                  |                                                                  |
| 1916 | Torneio não realizado devido à Primeira Guerra Mundial     | Torneio não realizado devido à Primeira Guerra Mundial           | Molla Bjurstedt (1/2) Eleanora Sears (3/4)                  |                                                                  |
| 1915 | Torneio não realizado devido à Primeira Guerra Mundial     | Torneio não realizado devido à Primeira Guerra Mundial           | Hazel Hotchkiss Wightman (4/7) Eleanora Sears (2/4)         |                                                                  |
| 1914 | Blanch Amblard Suzanne Amblard ‡‡                          | Agatha Morton Elizabeth Ryan (1/17)                              | Mary Browne (3/6) Louise Riddell Williams (2/3)             |                                                                  |
| 1913 | Blanch Amblard Suzanne Amblard ‡‡                          | Dora Boothby Winifred McNair                                     | Mary Browne (2/6) Louise Riddell Williams (1/3)             |                                                                  |
| 1912 | Jeanne Matthey Daisy Speranza ‡‡                           |                                                                  | Mary Browne (1/6) Dorothy Green                             |                                                                  |
| 1911 | Jeanne Matthey Daisy Speranza ‡‡                           | Hazel Hotchkiss Wightman (3/7) Eleonora Sears (1/4)              |                                                             |                                                                  |
| 1910 | Jeanne Matthey Daisy Speranza ‡‡                           | Hazel Hotchkiss Wightman (2/7) Edith Rotch (2/2)                 |                                                             |                                                                  |
| 1909 | Jeanne Matthey Daisy Speranza ‡‡                           | Hazel Hotchkiss Wightman (1/7) Edith Rotch (1/2)                 |                                                             |                                                                  |
| 1908 | Kate Fenwick Cecile Matthey ‡‡                             | Margaret Curtis Evelyn Sears                                     |                                                             |                                                                  |
| 1907 | Yvonne de Pfoeffel Adine Masson ‡‡                         | Carrie Neely (3/3) Marie Wimer                                   |                                                             |                                                                  |
| 1906 |                                                            |                                                                  |                                                             | Ethel Bliss Platt Ann Burdette Coe                               |
| 1905 | Helen Homans Carrie Neely (2/3)                            |                                                                  |                                                             |                                                                  |
| 1904 | Miriam Hall May Sutton Bundy                               |                                                                  |                                                             |                                                                  |
| 1903 | Elisabeth Moore (2/2) Carrie Neely (1/3)                   |                                                                  |                                                             |                                                                  |
| 1902 | Juliette Atkinson (7/7) Marion Jones                       |                                                                  |                                                             |                                                                  |
| 1901 | Juliette Atkinson (6/7) Myrtle McAteer (2/2)               |                                                                  |                                                             |                                                                  |
| 1900 | Hallie Champlin Edith Parker                               |                                                                  |                                                             |                                                                  |
| 1899 | Jane Craven Myrtle McAteer (1/2)                           |                                                                  |                                                             |                                                                  |
| 1898 | Juliette Atkinson (5/7) Kathleen Atkinson (2/2)            |                                                                  |                                                             |                                                                  |
| 1897 | Juliette Atkinson (4/7) Kathleen Atkinson (1/2)            |                                                                  |                                                             |                                                                  |
| 1896 | Juliette Atkinson (3/7) Elisabeth Moore (1/2)              |                                                                  |                                                             |                                                                  |
| 1895 | Juliette Atkinson (2/7) Helen Hellwig (2/2)                |                                                                  |                                                             |                                                                  |
| 1894 | Juliette Atkinson (1/7) Helen Hellwig (1/2)                |                                                                  |                                                             |                                                                  |
| 1893 | Harriet Butler Aline Terry                                 |                                                                  |                                                             |                                                                  |
| 1892 | Mabel Cahill (2/2) Adeline McKinlay                        |                                                                  |                                                             |                                                                  |
| 1891 | Mabel Cahill (1/2) Emma Leavitt-Morgan                     |                                                                  |                                                             |                                                                  |
| 1890 | Ellen Roosevelt Grace Roosevelt                            |                                                                  |                                                             |                                                                  |
| 1889 | Margarette Ballard Bertha Townsend                         |                                                                  |                                                             |                                                                  |

| Legenda |
| ‡ Edição do Australian Open realizada em dezembro (tradicionalmente, o evento é disputado em janeiro). Em 1977, aconteceram duas edições: em janeiro e dezembro |
| ‡‡ Edição reservada a jogadores franceses ou residentes em França. Não reconhecido como Torneio do Grand Slam pela Federação Internacional de Tênis (ITF)       |